# Ultimul mohican (film din 1992)
Ultimul mohican (în engleză The Last of the Mohicans) este un film istoric din 1992 a cărui acțiune se petrece în 1757 în timpul Războiului Franco-Indian și care a fost produs de Morgan Creek Pictures. El a fost regizat de Michael Mann și este inspirat din romanul cu același nume al lui James Fenimore Cooper, deși datorează mai mult adaptării cinematografice din 1936 (The Last of the Mohicans) a lui George B. Seitz decât romanului sursă. Rolurile principale sunt interpretate de Daniel Day-Lewis, Madeleine Stowe, Russell Means, Wes Studi, Eric Schweig, Steven Waddington și Jodhi May.
Coloana sonoră conține muzică compusă de Trevor Jones și Randy Edelman și melodia „I Will Find You” a formației Clannad. Tema principală a filmului este luată din melodia "The Gael" a compozitorului și cântărețului scoțian Dougie MacLean. Lansat la 25 septembrie 1992 în Statele Unite, Ultimul mohican a fost primit cu laude de critici, el fiind și un succes comercial în timpul difuzării sale.

## Rezumat
În timpul Războiului Franco-Indian, în 1757, mohicanul Chingachgook (Russell Means) și fiii săi, Uncas (Eric Schweig) și fiul adoptiv alb Nathaniel Ochi-de-Șoim (Daniel Day-Lewis), vizitează ferma familiei Cameron de pe frontieră. Jack Winthrop (Edward Blatchford) le spune că el strânge oameni pentru armata britanică și generalul Daniel Webb (Mac Andrews) promite milițiilor coloniale că le va da drumul oamenilor dacă le vor fi atacate casele; oamenii din miliții consolidează trupele colonelului Edmund Munro (Maurice Roëves) de la Fortul William Henry. Nou venit în colonii, maiorul Duncan Heyward (Steven Waddington) și indianul nativ Magua (Wes Studi) sunt însărcinați cu escortarea fiicelor lui Munro, Cora (Madeleine Stowe) și Alice (Jodhi May), de la Albany către fortul unde se află tatăl lor. Duncan vrea să se căsătorească cu Cora, dar ea îi spune că are pentru el numai prietenie. Magua conduce grupul neavizat într-o ambuscadă, ei fiind atacați de tribul Huron. Ochi-de-Șoim, Uncas și Chingachgook ajung la timp pentru a-i salva pe Duncan, Cora și Alice, dar nu și pe soldații care îi escortau. Magua scapă.
În drumul spre fort, ei descoperă casa familiei Cameron distrusă și pe ocupanții acesteia uciși. Ei ajung la Fortul William Henry și-l găsesc asediat de armata franceză, dar reușesc să se strecoare înăuntru. Munro este surprins de sosirea fiicelor sale; Magua, din motive proprii, a plănuit să reunească întreaga familie. Fortul mai poate rezista doar trei zile, iar un mesager este trimis la generalul Webb pentru a cere ajutor. Cora și Ochi-de-Șoim sunt atrași unul de altul, spre dezamăgirea lui Duncan, și el refuză să confirme că i-a văzut pe coloniștii Cameron uciși de trupele franceze. Ca urmare, Munro refuză să-l lase pe Jack și pe oamenii din miliții să plece pentru a-și apăra casele. Ochi-de-Șoim îi ajută să plece și este arestat pentru răzvrătire și condamnat să fie spânzurat, în ciuda rugăminților Corei. Generalul francez Louis-Joseph de Montcalm (Patrice Chéreau) le oferă termeni generoși pentru predarea fortului: trecerea în condiții de siguranță pentru toți către Fortul Albany. Munro acceptă fără tragere de inimă după ce i se prezintă un mesaj interceptat scris de Webb, în care îi spune că ajutorul nu va putea fi trimis și îi sugerează să se predea.
Magua încearcă să-l convingă pe Montcalm să nu facă pace, dezvăluindu-i că satul său a fost distrus și copiii săi uciși de trupele lui Munro. Deși el și-a recăpătat libertatea din captivitatea mohawk și a aflat că soția lui s-a recăsătorit, crezând că acesta era mort. Montcalm arată că pe el nu l-ar deranja dacă Magua ar vrea să lupte împotriva britanicilor. Soldații britanici în retragere și familiile lor cad într-o ambuscadă provocată de către oamenii lui Magua. Magua îi scoate inima lui Munro, dar îi promite că-i va ucide fiicele pentru ca neamul său să se stingă. Ochi-de-Șoim, Cora, Alice, Uncas, Chingachgook, Duncan și alți câțiva fug cu o canoe pe Lacul George și coboară în jos pe un râu către o peșteră aflată în spatele unei cascade, dar Magua și oamenii lui le găsesc ascunzătoarea. Pentru siguranța lor, Ochi-de-Șoim o îndeamnă pe Cora și pe sora ei să se predea dacă vor fi capturate și promite că le va găsi mai târziu, apoi sare cu tatăl și fratele său în cascadă. Magua îi i-a pe Duncan și pe cele două surori într-un sat al tribului Huron.
Magua discută soarta captivilor cu sachemul (șeful) tribului, fiind întrerupt de sosirea lui Ochi-de-Șoim neînarmat. Cu Duncan traducându-i vorbele în limba franceză, Ochi-de-Șoim îl convinge pe șef că Magua acționează după interesele sale proprii și nu pentru binele tribului. Șeful decide că Cora o să fie arsă de vie pentru a ispăși uciderea copiilor lui Magua, i-o dă pe Alice pentru a-i lua locul soției lui Magua astfel ca ambele linii de sânge să poată continua și îi ordonă lui Duncan să se întoarcă la trupele britanice pentru a face pace. Ochi-de-Șoim este eliberat în semn de recunoaștere a curajului său, dar el cere să fie ars pe rug în locul Corei. Duncan traduce greșit în mod deliberat, oferindu-se în schimb. Magua îl blestemă pe sachem și pleacă cu Alice și oamenii lui. De la o distanță sigură, Ochi-de-Șoim îl împușcă pe Duncan pentru a-i curma suferinta, deoarece acesta era ars de viu.
Uncas pornește în urmărire pentru a-i ajunge din urmă pe oamenii lui Magua, omorând mai mulți războinici înainte de a se angaja în luptă cu Magua. Magua îl ucide, apoi îi aruncă trupul de pe stânci. Alice îl urmează în mod deliberat pe Uncas. Văzând acest lucru, Ochi-de-Șoim și Chingachgook îi atacă pe huroni și ucid mai mulți indieni. Ochi-de-Șoim se luptă cu oamenii lui Magua, în timp ce Chingachgook îl ucide pe Magua, răzbunându-și fiul. După un ritual săvârșit pentru Uncas, Chingachgook anunță că el este ultimul mohican.

## Distribuție
- Daniel Day-Lewis - Ochi-de-Șoim/Nathaniel Poe
- Madeleine Stowe - Cora Munro
- Russell Means - Chingachgook
- Eric Schweig - Uncas
- Jodhi May - Alice Munro
- Steven Waddington - maiorul Duncan Heyward
- Wes Studi - Magua[3]
- Maurice Roëves - colonelul Edmund Munro, inspirat de colonelul George Monro (1700-1757)
- Patrice Chéreau - generalul Louis-Joseph de Montcalm]]
- Edward Blatchford - Jack Winthrop
- Terry Kinney - John Cameron
- Sebastian Roché - Martin
- Tracey Ellis - Alexandra Cameron
- Justin M. Rice - James Cameron
- Dennis Banks - Ongewasgone
- Pete Postlethwaite - căpitanul Beams
- Colm Meaney - maiorul Ambrose
- Mac Andrews - generalul Daniel Webb
- Benton Jennings - ofițer scoțian
- Jared Harris - locotenent britanic

## Coloană sonoră
- Compozitori:  Trevor Jones și Randy Edelman
- Orchestrator: Jack Smalley
- Dirijor: Daniel A. Carlin și Randy Edelman
- Producător:  Morgan Creek

Regizorul Michael Mann i-a cerut inițial lui Trevor Jones să vină cu o coloană sonoră electronică, însă, mai târziu, s-a decis că o muzică orchestrală ar fi mai potrivită pentru această epopee istorică. 
Tema principală a filmului este „Promontory”, o orchestrare a melodiei „The Gael” a compozitorului scoțian Dougie MacLean din albumul său din 1990 The Search.
Lista melodiilor de pe albumul din 1992:
1. "Main Title" – 1:44
2. "Elk Hunt" – 1:49
3. "The Kiss" – 2:47
4. "The Glade Part II" – 2:34
5. "Fort Battle" – 4:22
6. "Promentory" – 6:15
7. "Munro's Office/Stockade" – 2:30
8. "Massacre/Canoes" – 6:52
9. "Top of the World" – 2:43
10. "The Courier" – 2:27
11. "Cora" – 2:30
12. "River Walk and Discovery" – 5:30
13. "Parlay" – 3:46
14. "The British Arrival" – 2:00
15. "Pieces of a Story" – 4:58
16. "I Will Find You" (interpretare grupul Clannad) – 1:42

Lista melodiilor de pe albumul relansat în 2000:
1. "Main Title" – 1:52
2. "Elk Hunt" – 1:50
3. "Bridge at Lacrosse" – 1:23
4. "Garden Scene" – 3:20
5. "Ambush" – 2:35
6. "The Glade" – 3:16
7. "Fort Battle" – 4:18
8. "The Courier" – 2:30
9. "The Kiss" – 2:49
10. "Stockade" – 2:47
11. "Massacre" – 6:54
12. "Ascent / Pursuit" – 3:06
13. "Promentory" – 5:38
14. "Top of the World" – 3:01

## Recuzită
Costumele și recuzita au fost alese cu mare grijă. Fabricantul de săbii Daniel Winkler a confecționat tomahawk-urile (topoare care se folosesc cu o singură mână) folosite în film și fabricantul de cuțite Randall King a confecționat cuțitele.

## Locuri
În ciuda faptului că acțiunea din film are loc în nordul statului New York, potrivit textului filmului, el a fost filmat mai ales în Munții Blue Ridge din Carolina de Nord. Printre locurile de filmare s-au numărat Lake James, Chimney Rock State Park și Biltmore Estate. Unele dintre cascadele care apar în film sunt Hooker Falls, Triple Falls, Bridal Veil Falls și High Falls situate în DuPont State Forest. O altă cascadă din film este Linville Falls, aflată în Munții Blue Ridge din Carolina de Nord.

## Recepție și onoruri
Ultimul mohican a fost lansat în aprecierea generală a criticilor care au lăudat filmul pentru imagine și muzică. Criticul Roger Ebert de la ziarul Chicago Sun-Times a numit filmul „... o îmbunătățire a cărții imposibil de citit a lui Cooper și un succesor demn pentru versiunea lui Randolph Scott”, ajungând să spună că „Ultimul mohican nu este atât de autentic și fără compromisuri așa cum se pretinde a fi mai mult de o fantezie de matineu decât ar vrea să se recunoască, dar este, probabil, mult mai distractiv ca rezultat.” Cu toate acestea, unii recenzori au criticat filmul, precum Desson Howe de la The Washington Post, care a numit filmul "glam-opera" și "versiunea MTV de romantism gotic". Un alt recenzor, Rita Kempley, tot de la The Washington Post, a recunoscut drama puternică, scriind că filmul "stabilește noi standarde atunci când vine vorba de pasiune", dar a comentat pozitiv pe tema "peisajului spectaculos".
Ultimul mohican este certificat "Fresh" pe situl Rotten Tomatoes, cu un rating pozitiv de 97% (34 recenzii din 35 l-au considerat fresh).
Filmul a câștigat Premiul Oscar pentru cel mai bun sunet (Chris Jenkins, Doug Hemphill, Mark Smith și Simon Kaye).
Recunoaștere din partea American Film Institute:
- AFI's 100 Years...100 Heroes and Villains:
  - Ochi-de-Șoim - nominalizat la categoria Hero[11]

### Box office
Filmul a fost lansat în Statele Unite pe 25 septembrie 1992, în 1.856 de cinematografe. El a fost filmul nr. 1 ca încasări în primul week-end. La sfârșitul primului week-end, Ultimul mohican a generat încasări de 10.976.661 $, iar la sfârșitul rulării sale în sălile de cinematograf a adus încasări de 75.505.856 $. El a fost al 17-lea film ca încasări din 1992 în SUA.